# Копп, Иосиф Евтихий
Иосиф-Евтихий Копп (нем. Joseph Eutych Kopp; 1793 — 1866) — швейцарский историк.

## Биография
Профессор классической филологии и древнегреческого языка в люцернском лицее с 1819 года, энергичный противник иезуитов. Его исследования внесли много ценных поправок в прежние труды по истории Швейцарии, Чуди и фон-Миллера. 
В 1835—1851 вышли его «Urkunden zur Geschichte der eidgenössischen Bünde», 1845—1882 — «Geschichte der eidgenössischen Bünde», продолженная Буссоном и Лютольфом. 
В 1854—1856 Копп издавал «Geschiehtsblätter aus der Schweiz», в которых поместил ряд этюдов по истории Швейцарии, например, «Zur Tellsage», «Die Gesslersage», опровергавших державшиеся до тех пор легенды. 
Копп был также автором нескольких исторических драм, вышедших в Люцерне в 1855—1856 под заглавием: «Dramatische Werke».